# Sophus Michaëlis
Sophus August Berthel Michaëlis (født 14. maj 1865 i Odense, død 28. januar 1932 i København) var en dansk forfatter og digter. Han var uddannet cand.mag. i fransk, latin og tysk. Michaëlis havde debut med Digte i 1889.
Han var søn af skrædder Johan August Michaëlis (født i Hannover i 1832) og Hedevig født Greve (født i Middelfart 1834 – 1866). Faren sad i små kår, men sønnen blev hjulpet frem af Odense byråd og apoteker G. Lotze. Han blev student 1884, dyrkede sprog og kunsthistorie, syslede med arkæologi og numismatik og tog 1891 skoleembedseksamen i fransk, latin og tysk. Michaëlis havde foruden anmeldelser af kunst og musik udgivet digte, romaner og operatekster. Han havde gjort et par rejser sydpå, i 1894 til Norditalien, 1896 til Tyskland.
Han ægtede 29. oktober 1895 Katharina Marie Bech Brøndum (født i Randers 20. marts 1872), datter af telegrafist Jacob Brøndum og Nielsine Petrine født Bech.
Han blev Ridder af Dannebrog 1919 og Dannebrogsmand 1929.
Han er begravet på Vestre Kirkegård. Der findes et maleri af Harald Moltke 1927 i Dansk Forfatterforening. Buster af Aksel Hansen 1907, Rudolph Tegner 1917 og Gyde Petersen 1918. Tegning af Gudmund Hentze 1932. Træsnit af K.J. Almqvist samme år. Mindesmærker 1932 på graven med Rudolph Tegners buste, 1937 ved Bakkehuset med Axel Hansens buste.